# Jelševec, Mokronog - Trebelno
Jelševec je naselje v Občini Mokronog - Trebelno.